# Cultureel relevante pedagogiek
Cultureel relevante pedagogiek (CRP) ook wel cultureel responsieve pedagogiek genoemd is een pedagogie of onderwijsmethode die niet enkel focust op academische prestaties van leerlingen, maar hen ook helpt hun culturele identiteit te accepteren en culturele integriteit te behouden. Hierbij heeft men aandacht voor de verscheidenheid aan culturen en hanteert men een gedifferentieerde aanpak om het leren af te stemmen op elk cultureel aspect van de leerling. Cultuur omhelst hier hoe leerlingen denken, geloven en zich gedragen. Het gaat dus om meer dan etniciteit of taal, het omvat ook overtuigingen, normen en waarden, alsook de sociale groep waartoe men behoort. Volgens Orhan Agirdag gaat CRP uiteindelijk over de inhoud van de lessen, de manier waarop het onderwijs verloopt en hoe je de organisatie van dat onderwijs relevant kan maken voor leerlingen van verschillende culturen zodat het niemand uitsluit of privilegieert.

## Achtergrond
In Amerika stelde de studie van Coleman et al. reeds in 1966 vast dat ‘zwarte’ leerlingen academisch slechter scoorden dan ‘witte’. Deze disproportionele verschillen tussen de academische prestaties van leerlingen uit de mainstreamcultuur en die uit etnisch-culturele minderheden is voor onderzoekers al decennialang aanleiding om op zoek te gaan naar alternatieve onderwijsmethodes. Veel onderzoekers focusten zich hierbij volgens Ladson-Billings te veel op culturele assimilatie, waarbij leerlingen die zich beter aanpassen aan de schoolcultuur betere resultaten kunnen behalen. Bovendien toonden verschillende studies aan dat het academische succes van deze leerlingen ten koste ging van hun cultureel en psychosociaal welzijn. Daarnaast lag de focus volgens Ladson-Billings te veel op taal en gaat dergelijke sociolinguïstieke benadering voorbij aan de grotere sociale en culturele context van leerlingen. Termen zoals "culturally appropriate", "culturally congruent" en “culturally compatible" vond ze ontoereikend waardoor ze aan de hand van eigen onderzoek een theoretisch model definieerde als basis voor ‘cultureel relevant onderwijs’.
Ook in België en Nederland vormt etnische diversiteit een uitdaging binnen het onderwijs. Want ook hier is er een aanzienlijke etnische ongelijkheid in de onderwijsprestaties waarbij twee leerlingen die even intelligent zijn beter of slechter presteren op school naargelang hun etniciteit. Agirdag breekt dan ook een lans voor een pluralistische aanpak, met CRP als een praktische manier om tot intercultureel onderwijs te komen, in een poging om wat hij het "rad van ongelijkheid" noemt te stoppen.

## Theorie
In haar theoretisch model beschrijft Ladson-Billings 3 criteria voor CRP:
- academische ontwikkeling bij de leerlingen;
- culturele vaardigheden en identiteit van leerlingen waarderen en ondersteunen verder bouwend op hetgeen leerlingen van thuis meebrengen;
- ontwikkeling van een sociaal-politiek of kritisch bewustzijn zodat leerlingen sociale ongelijkheden kunnen herkennen, bekritiseren en veranderen.

Naast Ladson-Billings, die gezien mag worden als de grondlegster van CRP, heeft Geneva Gay wellicht de grootste bijdrage geleverd aan CRP. Gay ziet het als een uitloper van multicultureel onderwijs, waarbij CRP zich voornamelijk focust op de instructionele aspecten van onderwijs, terwijl multicultureel onderwijs veel breder gaat. Ze noemde haar praktijkgerichte benadering zelf dan ook eerder ‘cultural relevant teaching’. Ze definieert CRT als gebruik maken van de erfenissen, ervaringen en perspectieven van verschillende etnische en raciale groepen om studenten die er lid van zijn, effectiever te onderwijzen. Hierbij worden diverse culturen gebruikt om academische kennis en vaardigheden aan te leren, alsook voor persoonlijke, sociale, culturele en burgerlijke ontwikkeling.
Gay beschreef hoe CRP er volgens haar dient uit te zien.
- validating: erkent, waardeert en bevestigt de culturele kennis, ervaringen en referentiekaders van leerlingen.
- comprehensive: is allesomvattend, focust op de ‘volledige’ leerling en integreert zaken zoals identiteit, gemeenschapsgevoel, verantwoordelijkheid en verwachtingen tot één geheel. Het gebruikt cultuur als middel om zowel kennis als vaardigheden, waarden en attitudes aan te leren.
- multidimensional: omvat verschillende dimensies van onderwijs. Van leerplaninhouden tot het klasklimaat, klasmanagement en evaluaties.
- emancipatory: bevrijdt leerlingen op psychologisch en intellectueel vlak van de dominante culturele mainstream. Hierdoor kunnen ze zich beter focussen op hun academische prestaties.
- empowering: maakt leerlingen bewust van hun eigen kunnen en vertaalt zich in academische competentie, zelfvertrouwen, moed, actiebereidheid en doorzettingsvermogen. Dit als leerling en als mens.
- transformative: daagt traditionele onderwijspraktijken uit door expliciet culturele ervaringen als bron te zien voor het onderwijzen en leren. De sterktes en ervaringen van elke leerling worden in het leerproces opgenomen.

Ook nog andere onderzoekers hebben pogingen gedaan om CRP theoretisch te kaderen, waaronder Brown-Jeffy en Cooper die een conceptueel kader van cultureel relevante pedagogiek ontwikkelden bestaande uit 5 principes:
- identiteit en prestatie: bewustzijn van afwijkende identiteiten van leerkrachten en leerlingen, dus niet blind zijn voor culturele verschillen in een poging neutraal te zijn en zo gelijkheid na te streven. Dergelijke kleurenblinde aanpak is ook volgens Agirdag[3] problematisch. Integendeel, culturele verschillen zijn een meerwaarde voor het leerproces en dus de prestaties van leerlingen.[3][15]
- gelijkheid en uitmuntendheid: gedifferentieerde instructie is belangrijk om tegemoet te komen aan het gevarieerde cultureel kapitaal dat leerlingen het klaslokaal binnenbrengen. Het beoogt een inclusief en multicultureel curriculum waar elke leerling zich mee kan identificeren en die zelfs de ‘witte’ mainstreamcultuur uitdaagt.[15] En CRP stelt dat uitmuntendheid geen exclusief voorrecht is voor ‘witte’ leerlingen, maar ook toegankelijk wordt voor leerlingen van kleur.[15]
- ontwikkelingsgeschiktheid: gepaste leerstijlen en innovatieve onderwijsmethodes worden geïntegreerd om tegemoet te komen aan culturele verschillen inzake psychologische behoeftes, zoals motivatie, moraal, betrokkenheid en samenwerking. Er zijn hoge verwachtingen van alle leerlingen en er is bewustzijn van de heersende, dominante, geïnstitutionaliseerde ideologieën.[15]
- het volledige kind onderwijzen: cultuur, ras en etniciteit beïnvloedt de academische, sociale, emotionele en psychologische ontwikkeling van leerlingen. Leerlingen zijn deel van een groep, maar ook aparte individuen.[15]
- relatie tussen leerling en leerkracht: CRP-leerkrachten streven naar verbondenheid tussen zichzelf en de leerlingen, alsook tussen de leerlingen onderling met zorgzame interpersoonlijke relaties waarin iedereen zich gerespecteerd voelt als doel. Ze creëren een veilige klassfeer waarin de culturele identiteit van de leerlingen kan groeien.[15]

Ladson-Billings hekelt de misinterpretaties en verkeerde uitwerkingen van andere onderzoekers, maar erkent anderzijds wel dat wetenschap, net als cultuur, een dynamisch en steeds evoluerend gegeven is, waardoor ook CRP allesbehalve een statisch begrip is. Er is volgens haar blijvend nood aan nieuwere versies op basis van het origineel. Dit altijd volgens het geheim achter CRP: het vermogen om leerprincipes te koppelen aan diep begrip van (en waardering voor) cultuur. Volgens haar is het begrip ‘culturally sustaining pedagogy’ (cultureel ondersteunende pedagogiek) van Paris een waardig nieuw alternatief voor haar originele theorie. Cultureel ondersteunende pedagogiek gaat nog iets verder dan CRP en probeert taalkundig, geletterd en cultureel pluralisme in stand te houden en te bevorderen als onderdeel van het democratische project van scholing.

## Praktische richtlijnen
Een cultureel relevante leerkracht zijn, is niet louter enkele instructietechnieken toepassen. Toch zijn er heel wat onderzoekers die richtlijnen of praktijken formuleren die kunnen bijdragen tot de implementatie van CRP.
Zo kan volgens Agirdag het theoretisch kader van multicultureel onderwijs ontwikkeld door James Banks (1993), mits een interculturele invulling, dienen om CRP in praktijk te brengen. Dit bestaat uit 5 dimensies van multicultureel onderwijs: integratie van inhoud, proces van kennisconstructie, terugdringen van vooroordelen, gelijkheidspedagogiek en empowerment van schoolcultuur en sociale structuur.
Ook volgende onderzoeken bevatten praktische voorbeelden en richtlijnen:
- Gay (2010);[2]
- Brown-Jeffy & Cooper (2011);[15]
- Griner & Stewart (2013);[20]
- Brown et al. (2019) – CRP in STEM en wiskunde;[12]
- Woodley et al. (2017) – CRP binnen een online leeromgeving.[13]

En daar de leerkracht een centrale rol speelt, zijn er ook heel wat wetenschappelijke studies die richtlijnen en voorstellen formuleren voor de opleiding van CRP-competente leerkrachten:
- Villegas & Lucas (2002);[18]
- Gay (2002);[21]
- Kea et al. (2004).[22]

## Uitdagingen
Ondanks grote successen en vooruitgang, staat CRP ook voor grote uitdagingen. Volgende bezorgdheden vormen uitdagingen voor de vooruitgang van CRP:
- misvattingen en dubbelzinnigheden over wat CRP inhoudt en moeilijkheden in verband met de uitvoering ervan;[24]
- een overdreven vereenvoudigde en oppervlakkige interpretatie en uitvoering leidt tot marginalisatie van CRP;[24][25]
- gebagatelliseerde en statische noties van cultuur;[24]
- CRP lokt weerstand op bij nationalisten die vrezen voor verlies van status en macht;[23]
- de toename van gestandaardiseerde testen met belangrijke consequenties voor leerlingen en scholen leidt tot minder inspanningen inzake CRP;[14][26]
- verschillende mythes en misconcepties rond CRP belemmeren leerkrachten er ten volle mee aan de slag te gaan;[27]
- de lerarenopleiding bereidt leerkrachten te weinig voor op CRP.[28][29][30][3] Er is geen of te weinig aandacht voor enerzijds de erkenning van racisme en ‘witte macht’[28][29] en anderzijds de problematiek rond een meritocratische en kleurenblinde opvatting.[29]

## Kritieken
Hoewel heel wat onderzoeken aantonen dat CRP een positieve impact heeft op zowel academische als affectieve uitkomsten, is er ook wel kritiek:
- er is weinig overtuigend bewijs van een causaal verband en dat CRP de academische prestaties bij leerlingen beïnvloedt;[26]
- CRP is slechts een oppervlakkige transformatie aangezien het gebaseerd is op hetzelfde deficitdenken. Het probeert namelijk culturele verschillen wel positief te benaderen, maar ziet de mainstreamcultuur nog steeds als norm;[31]
- CRP legt een enkele, statische en veralgemeende groepsidentiteit op aan leerlingen en gaat voorbij aan de complexiteit en veelzijdigheid van hun identiteit;[31]
- de vanzelfsprekendheid waarmee CRP gepromoot wordt als goede praktijk om gelijkheid in onderwijs na te streven de zoektocht naar kritischere en effectievere pedagogiek;[31]
- CRP-onderzoekers gaan voorbij aan het feit dat onderwijsstrategieën, zoals CRP, makkelijk gedwarsboomd kunnen worden door sociaal-culturele krachten, zoals racisme.[26]